# بانک صادرات واردات کره
بانک صادرات واردات کره (انگلیسی: Export–Import Bank of Korea) شرکت خدمات مالی و بانکداری کره‌ای است، که در سال ۱۹۷۶ تأسیس شد.